# Serdar Kesimal
Serdar Kesimal (Wuppertal, 24 gennaio 1989) è un allenatore di calcio ed ex calciatore turco, di ruolo difensore.